# Banco Pactolus
El banco Pactolus, también llamado banco Burnham es una isla fantasma situada al sudoeste de la Tierra del Fuego frente a las costas de Chile, fue supuestamente descubierto el 21 de noviembre de 1885 por el capitán Burnham al mando del barco estadounidense Pactolus.

## Historia
Felix Riesenberg, que sirvió bajo Burnham, postuló que el banco de Pactolus era la posición hundida de isla Elizabeth, descubierta por el barco de Francis Drake, ''Golden Hind'' en 1578. Al abandonar el estrecho de Magallanes, navegaron hacia el oeste y el sur, antes de encontrar tierra. El 22 de octubre el barco ancló en una isla que Drake llamó "Elizabeth Island", donde recogieron madera y agua además de cazar focas y pingüinos para alimento, "además de recoger hierbas de gran virtud". Según el piloto portugués de Drake, Nuño Da Silva, su posición en el momento era 57°S. Sin embargo, no se ha confirmado ninguna isla en aquella latitud. Aunque un volcán pudo haber sido visto en aquellas latitudes por el barco danés Lutterfeld en 1877.
Felix Riesenberg, un capitán de mar con mucha experiencia en aguas magallánicas, reconstruyó el posible curso de Nuño da Silva, teniendo corrientes por lo general no tenidas en cuenta, y sugirió que este punto del sur más apartado de tierra este ahora bajo el agua. Tendría un sondeo de 67 brazas, con arena negra y pequeñas rocas, rodeado por las profundidades de 2.000 brazas y más. Claramente una montaña marina volcánica que probablemente aparezca y desaparezca.
El buque norteamericano Wyandot investigó el área en 1956 y no encontrando ninguna indicación de un bajío, se determinó entonces que el Banco Pactolus puede ser una isla fantasma.

## Isla Elizabeth
En los 170 o más años que transcurrieron entre su descubrimiento por Drake y el retiro de la isla de los mapas, pudieron haber sucedido muchas cosas en una costa sísmica como Chile. Drake la describió como una pequeña isla de no más de 30 millas de extensión de norte a sur, dibujada casi como un cuadrado con un lago en su centro, que podría ser el cráter de un volcán extinguido —según lo relató Drake—, con un abrupto arrecife o costa alta del lado meridional. 
Los mapas de Bowen dejan el lado occidental como desconocido, ya que la línea de costa ha sido dejada en blanco; en cambio, muestran el lado oriental, que fue visto por Drake, donde estaba el «fondeadero» o «puerto» en que fondeó el Pelikan, en 20 brazas, para una considerable permanencia de 4 noches y 3 días.
Está dentro de las posibilidades que, por la intensa actividad sísmica, la isla Elizabeth pudo haber sido reducida a la nada alrededor de un año después de que Francis Drake dejara su puerto. 
Para seguir la navegación de la expedición de Drake debe consultarse el mapa «Derroteros de Drake desde el estrecho de Magallanes a la isla Isabel».

## El diario de Francis Drake
Todos los historiadores han destacado la falta de un relato del viaje de Francis Drake escrito por él mismo. Pero él sí que llevó un diario. Según el piloto Nuño da Silva, el capitán Drake llevaba un diario en el cual registraba los detalles de la navegación y describía las extrañas especies nuevas de «pájaros, árboles y leones de mar» encontrados, los cuales eran pintados por el mismo Drake y John Drake, joven sobrino del capitán, ambos hábiles pintores. 
Al ser acusado Drake por piratería por el Imperio español, seguramente el diario fue destruido, ya que era una excelente prueba para aquello. Hubiese sido nefasto para la reina Isabel I de Inglaterra que cayera en manos españolas. Dicho diario seguramente tenía datos más acabados de la Isla Elizabeth.